# Дугин, Дмитрий Евгеньевич
Дми́трий Евге́ньевич Ду́гин (29 августа 1968, Москва, СССР) — российский ватерполист, серебряный призёр Олимпийских игр. Заслуженный мастер спорта России.

## Карьера
На Олимпиаде в Атланте Дмитрий в составе сборной России занял 5-е место. Через 4 года Дугин завоевал серебряную медаль.
Бронзовый призёр чемпионата Европы.

## Награды и звания
- Заслуженный мастер спорта России
- Орден Дружбы (19 апреля 2001 года)[2]